# International Soccer League I
|  | No s'ha de confondre amb International Soccer League II. |

La International Soccer League (ISL) fou una competició futbolística disputada per clubs dels Estats Units i el Canadà que estigué activa el 1926.
La lliga la van formar tres equips de l'American Soccer League I i quatre equips del Canadà. D'aquests quatre, Montreal Scottish va ser substituït per Montreal Maroons a mitja temporada.
La lliga es va formar el 10 de gener de 1926, i tots els equips es van mantenir membres les seves respectives lligues originals. La ISL I roman a la història principalment com el primer intent a Amèrica del Nord per crear una lliga internacional. La competició restà aparentment inacabada essent el club amb millors resultats Boston Wonder Workers. El 20 de novembre de 1926 es disputà la Nathan Strauss Cup que fou guanyada per Toronto Ulster.

## Historial
Fonts:
- 1926: Boston Wonder Workers

## Classificació
| Equip                 | PJ | PG | PE | PP | GF | GC | Punts |
| --------------------- | -- | -- | -- | -- | -- | -- | ----- |
| Brooklyn Wanderers    | 9  | 5  | 3  | 1  | 25 | 10 | 13    |
| Boston Wonder Workers | 4  | 4  | 0  | 0  | 16 | 3  | 8     |
| New Bedford Whalers   | 4  | 3  | 0  | 1  | 16 | 8  | 7     |
| Toronto Ulster        | 5  | 2  | 1  | 2  | 8  | 9  | 6     |
| Montreal Carsteel     | 4  | 0  | 1  | 3  | 5  | 12 | 1     |
| Toronto City          | 4  | 0  | 1  | 3  | 7  | 19 | 1     |
| Montreal Scottish     | 3  | 0  | 1  | 2  | 1  | 17 | 1     |
| Montreal Maroons      | 1  | 0  | 0  | 1  | 0  | 5  | 0     |

Nathan Strauss Cup: Toronto Ulster 3-1 Brooklyn Wanderers.